# تشنج حراري
التشنج الحراري هو نوع من أمراض الحرارة، وهو عبارة عن تشنجات عضلية تنتج عن فقدان كمية كبيرة من الملح والماء أثناء ممارسة الرياضة. ترتبط التشنجات الحرارية بالتشنج في البطن والذراعين والربلة. يمكن أن يحدث هذا بسبب عدم كفاية استهلاك السوائل أو الكهارل. يسبب التعرق الغزير مغصاً حرارياً، خاصة عند استبدال الماء دون استبدال الملح أو البوتاسيوم أيضاً.
على الرغم من أن التشنجات الحرارية يمكن أن تكون مؤلمة جدًا، إلا أنها عادةً لا تؤدي إلى ضرر دائم، على الرغم من أنها قد تكون أحد أعراض ضربة الشمس أو الإرهاق الحراري. يمكن أن تشير التشنجات الحرارية إلى مشكلة أكثر خطورة لدى شخص مصاب بأمراض القلب أو إذا استمرت لمدة تزيد عن ساعة.
وللوقاية منها يمكن شرب المحاليل الكهربية مثل المشروبات الرياضية أثناء ممارسة التمارين الرياضية أو العمل الشاق أو تناول الأطعمة الغنية بالبوتاسيوم مثل الموز والتفاح. عند حدوث التشنجات الحرارية، يجب على الشخص المصاب تجنب العمل المجهد وممارسة الرياضة لعدة ساعات للسماح بالتعافي.